# Christian Matras
Christian Matras (Viðareiði, 7 dicembre 1900 – Tórshavn, 16 ottobre 1988) è stato un linguista e poeta faroese.

## Biografia
Christian Matras nacque nel villaggio di Viðareiði, Viðoy, situato all'estremità settentrionale delle Isole Faroer. Discendeva per via paterna da un immigrato francese. 
Frequentò la scuola elementare nel villaggio fino a quando non si trasferì a Tórshavn nel 1912. Nel 1920 Matras si spostò a Sorø, in Danimarca, dove completò gli studi liceali. 
Si laureò all'Università di Copenaghen. Successivamente trascorse un semestre in Norvegia. Nel 1933 conseguì un dottorato in antico norvegese presso il suo ateneo di formazione, dove poi nel 1952 fu assunto come professore di linguistica. Fu il secondo faroese a diventare docente universitario. 
Nel 1965 fondò l'Università delle Isole Fær Øer e fece parte del corpo accademico di essa. 
Pubblicò numerosi lavori sulla lingua faroese, fino al suo pensionamento nel 1971.
Matras morì il 16 ottobre 1988. 

## Omaggi
- Pochi mesi prima della morte fu omaggiato su un francobollo di Postverk Føroya.

- Nell'ottobre 2006, il suo villaggio natale, Viðareiði, gli ha dedicato una strada. [3]